# Coleophora helianthemella
Coleophora helianthemella là một loài bướm đêm thuộc họ Coleophoridae. Nó được tìm thấy ở Pháp, on bán đảo Iberia và Sardinia, cũng như in Ý, Hy Lạp and on Cộng hòa Síp.
Ấu trùng ăn Cistus, Fumana, Helianthemum and Tuberaria